# William Taubman
William Chase Taubman, né le 13 novembre 1940 à New York, est un historien américain, originaire de New York.

## Biographie
William Taubman a remporté le prix Pulitzer en 2004 dans la catégorie « Biographies et autobiographies » avec Khrushchev : The Man and His Era, soit Khrouchtchev : L'homme et son ère. Le livre avait précédemment remporté le prix du National Book Critics Circle en 2003, toujours dans la catégorie Biographie.
Son épouse, Jane A. Taubman, professeur comme lui à Amherst College, enseigne le russe.

## Publications

### Ouvrages originaux
- The View From Lenin Hills, 1967 (OCLC 164547217)
- Governing Soviet Cities, 1973 (OCLC 164644313)
- Globalism and its Critics, 1973 (OCLC 164679254)
- Stalin's American Policy : From Entente to Detente to Cold War, Norton, New York, 1982 (OCLC 7554257)
- Moscow Spring (avec Jane Taubman), Summit Books, New York, 1989 (OCLC 18981995)
- Khrushchev on Khrushchev : an Inside Account of the Man and his Era (avec Sergueï Khrouchtchev), Little, Brown and Company, Boston, 1990  (ISBN 0-316-49194-2)
- Khrushchev : the Man and his Era, Norton, New York, 2003 (OCLC 50124301)

### Traduction française
- Khrouchtchev par Khrouchtchev, Plon, Paris, 1991  (ISBN 2-259-02291-X)